# Twoloud
Twoloud este numele duoului german de DJ, constituit din Manuel Reuter (cunoscut sub numele de Manian) și Dennis Nicholls (cunoscut sub numele de D-Style). 

## Discografie

### EP-uri
| An   | Titlu               | Comentarii                         |
| ---- | ------------------- | ---------------------------------- |
| 2015 | Music Madders Pt. 1 | Prima publicare: 2. Octombrie 2015 |

### Single-uri
| An   | Titlu                                       | Comentarii                                                                                |
| ---- | ------------------------------------------- | ----------------------------------------------------------------------------------------- |
| 2013 | Big Bang                                    | Prima publicare: 7. Octombrie 2013                                                        |
| 2013 | Traffic                                     | Prima publicare: 16. Decembrie 2013 (vs. Tiësto)                                          |
| 2014 | Track One                                   | Prima publicare: 17. Februarie 2014 (Download gratuit)                                    |
| 2014 | Rockin                                      | Prima publicare: 28. Februarie 2014 (vs. Julian Jordan)                                   |
| 2014 | Drop It Like This                           | Prima publicare: 31. Martie 2014 (cu TST)                                                 |
| 2014 | Rock the Place                              | Prima publicare: 25. Aprilie 2014 (vs. Danny Avila)                                       |
| 2014 | Greatest DJ                                 | Prima publicare: 28. Aprilie 2014                                                         |
| 2014 | I’m Alive                                   | Prima publicare: 23. Iunie 2014                                                           |
| 2014 | Twisted                                     | Prima publicare: 14. Iulie 2014 (Cover-ul cântecului cu același nume de Johan Gielen)     |
| 2014 | Track Two                                   | Prima publicare: 4. Iulie 2014 (Download gratuit)                                         |
| 2014 | Track Three                                 | Prima publicare: 11. August 2014 (Download gratuit)                                       |
| 2014 | We Are the Ones                             | Prima publicare: 15. Septembrie 2014 (feat. Christian Burns)                              |
| 2014 | Goin' Down                                  | Prima publicare: 3. Octombrie 2014 (vs. Deniz Koyu)                                       |
| 2014 | Get Down                                    | Prima publicare: 27. Octombrie 2014 (feat. Will Brennan)                                  |
| 2015 | The Biz                                     | Prima publicare: 5. Ianuarie 2015                                                         |
| 2015 | Outside World                               | Prima publicare: 19. Ianuarie 2015 (Cover-ul cântecului cu același nume de Sunbeam)       |
| 2015 | The Drums                                   | Prima publicare: 9. Februarie 2015 (vs. Sonic One)                                        |
| 2015 | Right Now                                   | Prima publicare: 2. Martie 2015                                                           |
| 2015 | Color Pop                                   | Prima publicare: 16. Martie 2015 (cu Kaaze)                                               |
| 2015 | Move                                        | Prima publicare: 20. Aprilie 2015 (Remix de Showtek)                                      |
| 2015 | Higher Off the Ground                       | Prima publicare: 22. Mai 2015                                                             |
| 2015 | Perfection                                  | Prima publicare: 28. Septembrie 2015 (cu Qulinez)                                         |
| 2015 | Hope                                        | Prima publicare: 12. Octombrie 2015 (cu Bounce Inc.)                                      |
| 2015 | Maji                                        | Prima publicare: 20. Noiembrie 2015 (cu Kaaze)                                            |
| 2015 | One More                                    | Prima publicare: 7. Decembrie 2015 (cu Konih)                                             |
| 2016 | Work It                                     | Prima publicare: 25. Ianuarie 2016 (cu Cranksters)                                        |
| 2016 | Affected                                    | Prima publicare: 22. Februarie 2016                                                       |
| 2016 | Boston                                      | Prima publicare: 3. Iunie 2016 (cu Denine)                                                |
| 2016 | Fix Me                                      | Prima publicare: 24. Iunie 2016 (cu FRDY; Imnul Parookaville)                             |
| 2016 | My Remedy (Official Untold Festival Anthem) | Prima publicare: 29. Iulie 2016 (Imnul oficial al festivalului românesc de muzică Untold) |